# 扁鑽
扁鑽（flat drill bit）為一種尾端有環的錐狀工具，可用來鑿洞。 由於容易取得及使用又具有殺傷力，所以亦常被人用來作為鬥毆的武器或傷人的凶器。扁鑽外形與日本忍者常用武器「苦無」相似，但錐刃部分較扁。《槍砲彈藥刀械管制條例》第4-1-3扁鑽為刀刃為三角形，兩面開鋒，柄稍長，末端成圓圈。
在中華民國必須申請持有。